# Thomas E. Heenan
Thomas E. Heenan, Thomas Edward Heenan (ur. 1848 w Filadelfii - zm. 26 czerwca 1914 Fiume) — amerykański lekarz (dr med.) i urzędnik konsularny. 
Pochodzenia irlandzkiego. Praktykował medycynę w Filadelfii a następnie przeniósł się do Minnesoty, gdzie był audytorem w firmie Stevens Co. (1880-1881). Pełnił funkcję konsula Stanów Zjednoczonych w Odessie (1885-1905), w Newchwang, ob. Yingkou (1909) i w Warszawie (1914). Zmarł na atak serca w Fiume (obecnej Rijece). Pochowany na Cmentarzu Świętego Krzyża (Holy Cross Cemetery) w Yeadon w stanie Pensylwania.